# Stegmühle (Willmering)
Stegmühle ist ein Gemeindeteil der Gemeinde Willmering im Landkreis Cham des Regierungsbezirks Oberpfalz im Freistaat Bayern.

## Geografie
Stegmühle liegt auf dem Ostufer des Katzbaches an der Bahnstrecke Cham–Waldmünchen, 1 Kilometer nördlich von Willmering und 600 Meter nordöstlich der Staatsstraße 2146. Es befindet sich direkt südlich des Haltepunktes Waffenbrunn. Der Katzbach wird nördlich von Stegmühle auf seiner Ostseite begrenzt durch die steilen Stegmühlhänge, die bis zu einer Höhe von 475 Metern aufsteigen.

## Geschichte
1808 wurde die Verordnung über das allgemeine Steuerprovisorium erlassen. Mit ihr wurde das Steuerwesen in Bayern neu geordnet und es wurden Steuerdistrikte gebildet. Dabei kam Stegmühle zum Steuerdistrikt Waffenbrunn. Der Steuerdistrikt Waffenbrunn umfasste die Orte Waffenbrunn, Maiberg, Pointmühle, Weiher, Prienzing, Stegmühle, Neugeigen, Willmering und Zifling.
1821 wurden im Landgericht Cham Gemeinden gebildet. Aus dem Steuerdistrikt Waffenbrunn gingen die Gemeinden Waffenbrunn und Willmering hervor. Die Gemeinde Willmering erhielt dabei die Orte Prienzing, Stegmühle, Neugeigen, Willmering und Zifling. 1861 umfasste die Gemeinde Willmering die Ortschaften Brennet, Mühlwiese, Neugeigen, Nunsting, Prienzing, Stegmühle, Willmering und Zifling.

## Pfarreizugehörigkeit
Stegmühle gehörte zunächst zur Pfarrei Chammünster. 1923 wurde Stegmühle der neu gegründeten Pfarrei Waffenbrunn zugeteilt. 1997 hatte Stegmühle 15 Katholiken.

## Einwohnerentwicklung ab 1838
| Jahr | Einwohner | Gebäude |
| ---- | --------- | ------- |
| 1838 | 7         | 1       |
| 1861 | 10        | 4       |
| 1871 | 11        | 5       |
| 1885 | 8         | 1       |
| 1900 | 12        | 1       |
| 1913 | 10        | 1       |

| Jahr | Einwohner | Gebäude |
| ---- | --------- | ------- |
| 1925 | 13        | 2       |
| 1950 | 13        | 2       |
| 1961 | 18        | 3       |
| 1970 | 24        | k. A.   |
| 1987 | 15        | 5       |
| 2011 | 32        | k. A.   |